# サクマ製菓

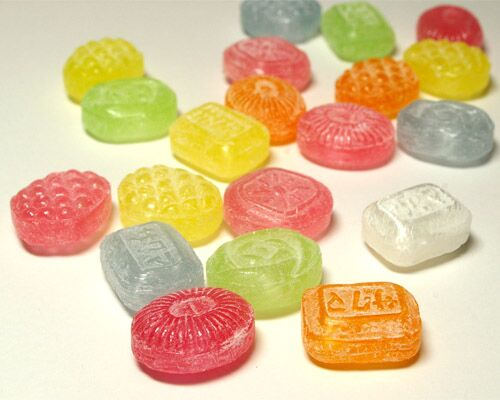
ドロップ「サクマドロップス」

サクマ製菓株式会社（サクマせいか）はキャンディを製造・販売する企業である。東京都目黒区に本社を置き、長野県佐久市に工場（浅間工場）を持つ。

## 歴史

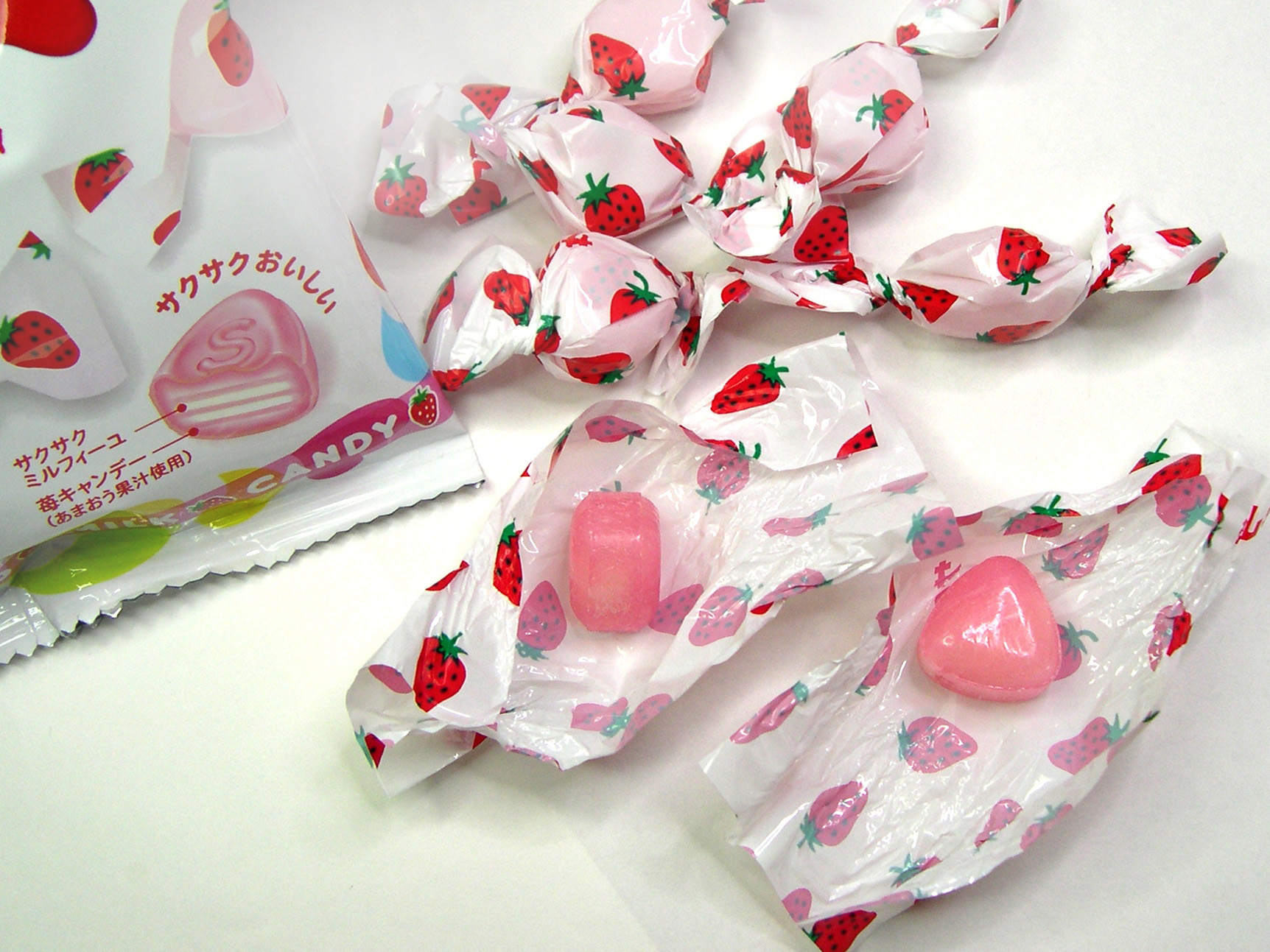
いちごみるく

企業整備令により太平洋戦争中に廃業した旧・佐久間製菓株式会社の前社長である山田弘隆の三男の隆重が、1947年（昭和22年）に東京都渋谷区恵比寿で創業した。1948年（昭和23年）「サクマドロップス」の製造を開始し、1949年（昭和24年）に法人化する。1964年（昭和39年）に内部にチョコレート風味ペーストを封入したキャンディ「チャオ」を発売し、テレビCMで知名度を上げた。
1970年（昭和45年）に噛み砕いて食べられるハードキャンディ「いちごみるく」を発売した。この商品は2006年（平成18年）も最主力商品で、2007年（平成19年）に第一パンが「サクマ いちごみるくパン」を発売した。1993年度（平成5年度）に「Jリーグキャンディー」は、当社の売上を前年比で3割増加させるヒット商品となったが、翌年に人気が失速した。
1985年（昭和60年）に恵比寿の工場内にパン窯を設け、高級レストラン向けフランスパンの製造と卸売を始めた。生地を冷凍しないスクラッチ製法による手作りのパンを、1986年（昭和61年）時点で有名店35店に納入した。1987年（昭和62年）に配達サービスを始めて得意先が急増し、同社の浅間工場建設と同時期に「株式会社パンテコ」として独立した。
戦後再興された「サクマ式ドロップス」の製造元で2023年に自主廃業した佐久間製菓は、同根企業だが資本や提携などの関係は存在しない。

### 沿革
- 1908年（明治41年）- 佐久間惣治郎商店として創業。
- 1913年（大正2年）- 「缶入りドロップス」発売。
- 1944年（昭和19年）11月 - 企業整備令により廃業。
- 1947年（昭和22年） - 東京都渋谷区にて創業される。
- 1948年（昭和23年）3月 - 「サクマドロップス」製造再開。
- 1949年（昭和24年）3月 - 株式会社として組織変更。
- 1964年（昭和39年）9月 - チョコレートキャンデー「チャオ」発売。
- 1970年（昭和45年）8月 - クランチキャンデー「いちごみるく」発売。
- 1985年（昭和60年）8月 - 製パン業に進出する。
- 1994年（平成6年） - パン部門を「株式会社パンテコ」に譲渡する。
- 1995年（平成7年）6月 - 浅間工場の操業を開始する。
- 2008年（平成20年）6月 - 本社を渋谷区から目黒区へ移す。
- 2012年（平成24年）7月 - 「サクマドロップス」が、アニメ『クロスファイト ビーダマン』とのタイアップとして発売。2013年（平成25年）5月に『クロスファイト ビーダマンeS』とタイアップ、同年6月に『ビーストサーガ』とタイアップも順次発売されている。

## その他の製品
- 「れもんこりっと」 - レモン味のクランチキャンディ。
- 「炎天夏塩飴」 - ハワイ産の黒い塩が使われており、塩味が強い。期間限定発売。
- 「春空のど飴」「夏空のど飴」「秋空のど飴」「冬空のど飴」 - シーズンごとに発売しているのど飴。
- 「太田胃散のど飴」 - 株式会社太田胃散との共同開発によるのど飴。
- 「ポンジュースキャンデー」 - 株式会社えひめ飲料との共同開発による飴。
- 「珈琲所 コメダ珈琲店キャンデー」 - 株式会社コメダホールディングスとの共同開発によるコーヒー飴。

## 佐久間製菓との違い
2023年1月20日に廃業する佐久間製菓株式会社とサクマ製菓株式会社の2社は、前身企業を同じくしているが、戦時中に廃業になっていた会社を再建するために旧社の幹部がそれぞれ別々に会社を立ち上げてそれぞれ独立した経営を行っていた。その為、資本関係と人的関係はほとんどなかった。
- サクマ製菓は容器として緑色の缶などが使われている「サクマドロップス」、「いちごみるく」等の発売元である。
- 佐久間製菓は容器として赤色の缶などが使われている「サクマ式ドロップス」、「キャンロップ」等の発売元であった。

なお、サクマ製菓と佐久間製菓は「サクマ式ドロップス」の商標取得を巡り裁判となったが、佐久間製菓がこの商標を取得することになり、サクマ製菓は「サクマドロップス」の商品名でドロップを販売することになった経緯がある。なお、両社は後に和解したため、「サクマ式ドロップス」の商標は2社が共同保有する形態をとっている。